# گروه پراکسیموس
گروه پراکسیموس با نام پیشین بلگاکام، (به هلندی: Belgacom- بلخاکُم) بزرگترین شرکت مخابراتی بلژیک است که دفتر مرکزی آن در شهر بروکسل قرار دارد. از سپتامبر ۲۰۱۴ شرکت پراکسیموس مالکیت بلگاکام را بدست آورد.
مالک اصلی شرکت گروه پراکسیموس دولت بلژیک است که ٪۵۳٫۳ درصد از سهام آن را در اختیار دارد. گروه پراکسیموس از مجموعه‌ای از شرکت‌های تابعه و زیرمجموعه تشکیل شده که هر یک در بخش تخصصی خود با مدیریت مستقل و با مالکیت گروه پراکسیموس فعالیت می‌کنند. 
شرکت تابعه گروه پراکسیموس، تلیندوس و زمینه فعالیت آن فناوری اطلاعات و ارتباطات است. همچنین شرکت‌های زیرمجموعه بلگاکام آی‌سی‌اس در زمینه تلفن ثابت، پراکسیموس اسکای‌نت در زمینه خدمات تلفن همراه، تانگو، و اسکارلت در زمینه مخابرات کار می‌کنند.

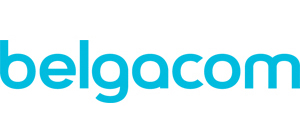
نشان‌واره شرکت بلگاکام